# Осмил желтоголовый
Осмил желтоголовый (лат. Osmylus fulvicephalus) — вид сетчатокрылых насекомых из семейства осмилид. Единственный представитель семейства Osmylidae в европейской части России.

## Описание

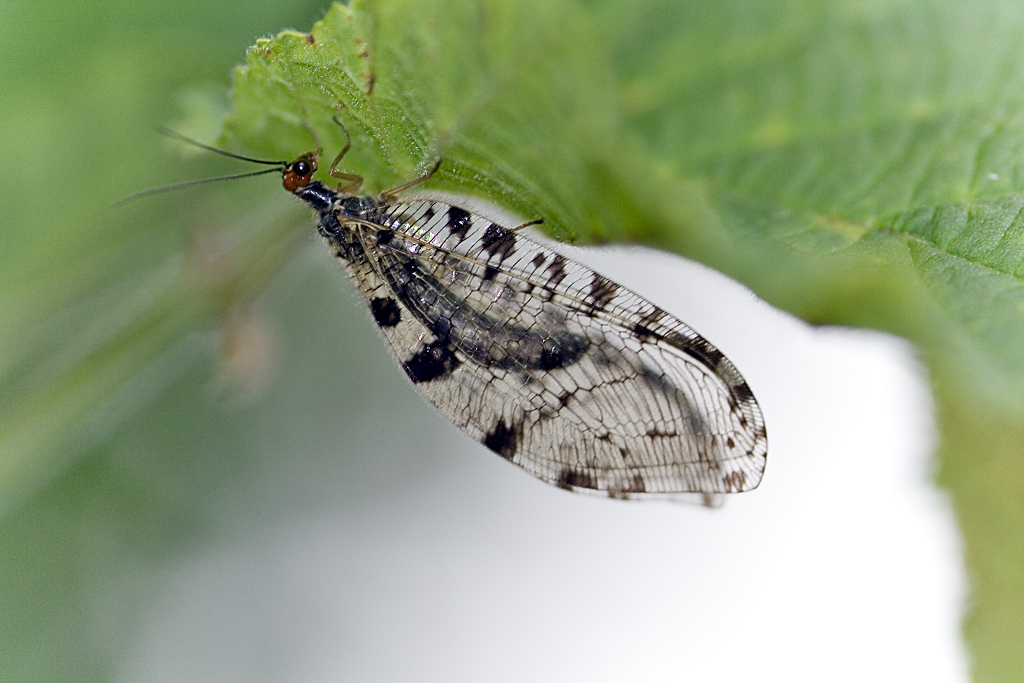

Размах крыльев 45—58 мм. Тело буровато-чёрного цвета, длиной 15 мм. Голова оранжевого цвета с крупными чёрными глазами и длинными усиками. На переднегруди проходит широкая жёлтая срединная полоса. Крылья широкие ланцетовидные, прозрачные, с сетчатым жилкованием и буровато-пятнистым рисунком. В покое крылья сложены крышеобразно.

## Ареал
Средняя, Южная и Восточная Европа, Крым, Европейская часть России (Ленинградская, Воронежская, Самарская и Саратовская области), Малая Азия. В горах обитает на высоте до 1500 метров над уровнем моря
На территории Украины известно обитание вида на территории Черновицкой, Донецкой, Луганской областей.

## Биология

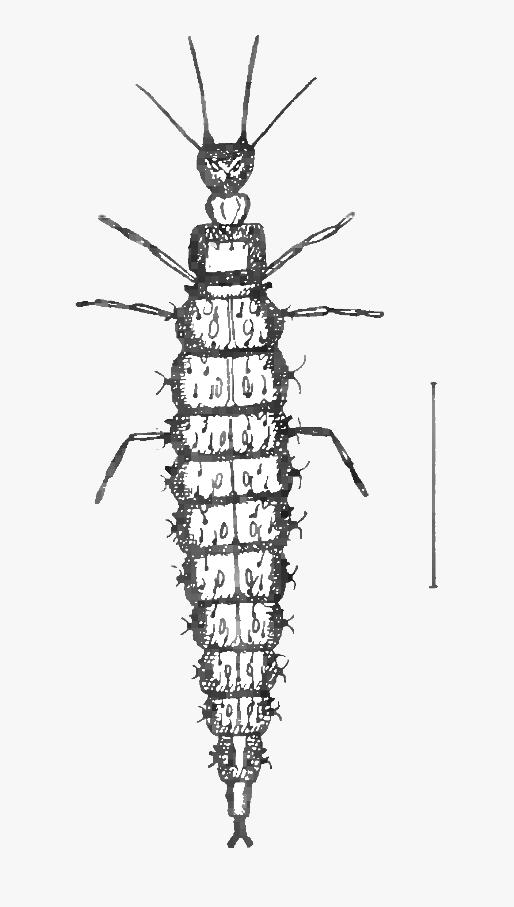
Рисунок личинки

Время лёта: с начала июня по август. Обитает в лесных биотопах с оврагами с проточными ручьями. Взрослые насекомые летают по берегам ручьёв по дну балок, преимущественно под пологом леса, в подлеске. Малоактивны в дневное время и обычно прячутся сидя на нижней стороне листьев. Активность возрастает к сумеркам, когда насекомые начинают совершать небольшие перелёты на расстояние 2—5 м. Питается мелкими насекомыми из отрядов двукрылых и равнокрылых. В солнечную погоду на затенённых полянках имаго могут устраивать половое роение до десятка особей.
Спаривание происходит в сумерках, в его процессе самец прикрепляет к телу самки большой сперматофор. Спустя 2—3 дня самка откладывает яйца небольшими рядками, группами по 8—10 до 20 штук на мхи, листья и стебли растений или камни около воды. Яйцо длиной 1,2—0,8 мм, ширина 0,3—0,4 мм, цилиндрическое, несколько уплощенное с сетчатой скульптурой оболочки. На верхнем кончике яйца находится узенький отросток — микропиле. Только отложенное яйцо молочно белого цвета, затем темнеет, становясь бурым. Стадия яйца длится около 3 недель. Личинка амфибиотическая, обитает исключительно в чистой проточной воде ручьёв и малых рек. Дышат личинки через мелкие дыхальца, а под водой — через тонкие покровы. Жвалы и нижние челюсти личинки вытянуты и желобчато вогнуты, образуют заостренные узкие стилеты с каналом внутри и продольными рядами маленьких зубчиков. Личинки — хищники, питаются преимущественно личинками комаров. Зимует личинка, в конце мая окукливается на суше в прибрежном участке выше уровня воды среди сухой растительности.